# Чермалик
Чермали́к  (з рум. кучерява трава, в 1946—1972 — Зажиточне, в 1972—1999 — Заможне) — село Сартанської селищної громади Маріупольського району Донецької області України. Населення становить 1908 осіб.

## Загальні відомості
Засноване грецькими переселенцями із Криму в 1779 р. Розташоване на правому березі р. Кальміус. Відстань до Бойківського становить близько 39 км і проходить переважно автошляхом Т 0512. Землі села межують із територією с. Набережне Кальміуського району Донецької області.

## Війна на сході України
11 листопада 2014 року внаслідок мінометного обстрілу терористами українських позицій поблизу Чермалика поранений один військовослужбовець. 20 листопада відбувся черговий обстріл терористами, поранено двох українських військових. 18 січня 2015 року терористи біля Чермалика намагалися йти в наступ, вогнем у відповідь українські військові знищили танк та групу піхоти. 27 січня відбувся бій біля села Чермалик, група полку особливого призначення МВС «Дніпро-1» знищила снайперів-терористів.
28 квітня 2015-го терористи обстріляли з мінометів Чермалик, в результаті влучання снаряда у двір від отриманих поранень помер чоловік. 2 червня 2015-го загинув поблизу села Чермалик капітан-лейтенант Михайло Горяйнов, прикриваючи відхід бойових товаришів — було поставлене завдання знищити «мандрівний» міномет терористів, що обстрілював селище; завдання було виконано. Ще один вояк був поранений, 10-12 терористів убиті. 12 вересня 2016-го внаслідок обстрілу терористами з 122-мм гармат загинув один військовик.
24 лютого 2021 року біля Чермалика один із сепаратистів "ДНР" прибіг на позиції українських військових і з ножем накинувся на одного з солдатів — у результаті український солдат його затримав, отримавши легкі ножові порізи.

## Населення
За даними перепису 2001 року населення села становило 1908 осіб, із них 8,33 % зазначили рідною мову українську, 82,91 % — російську та 8,54 % — грецьку мову.

## Природа
З околиць села Чермалик походять зразки, за якими було зроблено описи нового для науки виду гризунів — Mus sergii Valkh, 1927 (надалі — Mus spicilegus Petenyi, 1882). Курганці, збудовані цими мишами, інколи дуже великі (до 1,5 м довжини), нерідко приймають за могили і пов'язують з бойовими діями.

## Культура
Село Чермалик 1997 року приймало міжнародний фестиваль грецької культури «Мега-Йорти» імені Доната Патричі.

## Транспорт
До початку війни на сході України приходили двічі на день із двох різних напрямків автобуси з Маріуполя. Станом на кінець серпня 2016 р. курсує лише один автобус із Іллічівського ринку Маріуполя двічі на день через Кальчик.

## Відомі люди
- Акрітас Харалампій Петрович — румейський поет.